# Nikolaus Stanislavich
Nikolaus Stanislavich OFM (* 9. Mai 1694 in Craiova, Fürstentum Walachei; † 26. April 1750 in Temeswar, Temescher Banat) war von 1739 bis 1750 Bischof des Csanáder Bistums.

## Leben

### Studien- und Priesterjahre
Nikolaus Stanislavich studierte von 1709 bis 1713 Philosophie, trat 1713 in den Orden der Franziskaner der Bulgarischen Provinz ein und absolvierte anschließend von 1713 bis 1717 das Theologiestudium. Stanislavich empfing am 19. Dezember 1716 die Diakonenweihe, am 11. April 1717 die Priesterweihe für den Franziskanerorden und trat in den Seelsorgerdienst in der Kleinen Walachei. 1725 war er bereits Guardian des Franziskanerklosters in Craiova. Am 11. Juni 1725 ernannte Papst Benedikt XIII. ihn zum Bischof von Nikopolis in Bulgarien und spendete ihm am 24. Juni 1725 persönlich die Bischofsweihe; Mitkonsekratoren waren der spätere Kardinalstaatssekretär Kurienerzbischof Niccolò Maria Lercari sowie Giacinto Gaetano Chiurlia (Chyurlia) OP, Bischof von Giovinazzo. 
1739, nach den ersten Kolonisationsaktionen, die vor allem mit katholischen Gläubigen deutscher Herkunft realisiert wurden, kamen auch die katholischen Bulgaren ins Banat. Diese verließen ihre Heimat, weil sie ihres Glaubens wegen Verfolgungen ausgesetzt waren. Sie ließen sich in Ortschaften wie Winga und Altbeschenowa nieder, wo sie starke Pfarrgemeinden bildeten. Mit ihnen kam auch Nikolaus Stanislavich, der bereits seit 1732 als Apostolischer Administrator der Kleinen Walachei, die unter österreichischer Hoheit stand, tätig war.

### Bischof des Csanáder Bistums
Am 21. Oktober 1739 ernannte ihn Karl VI. zum Bischof der Csanáder Diözese. Stanislavich erhielt die päpstliche Bestätigung am 20. September 1740 und wurde am 5. Februar 1741 in der Temeswarer Domkirche inthronisiert. Sein Hauptanliegen war, dem Bistum eine materielle Grundlage zu sichern. Er erreichte, dass größere Ländereien aus Makó dem Bischof zur Nutznießung überlassen wurden. Mit großer Sorgfalt begann er, die Verwaltung der Diözese zu organisieren. Stanislavich unternahm umfangreiche Reisen durch sein Bistum, um sich einen Eindruck über die bestehenden Verhältnisse zu verschaffen, und machte sich auch um das Aufblühen des Wallfahrtsortes Maria Radna verdient.
Er starb am 26. April 1750 und wurde in der Domkrypta in Temeswar beigesetzt. Sein Herz hinterließ er der seligen Jungfrau Maria, es wird heute noch in der Gnadenkirche im Seitenaltar aufbewahrt.